# Волнистый скрытохвост
Волнистый скрытохвост, или полосатый криптуреллус (лат. Crypturellus undulatus) — вид наземных птиц семейства тинаму, имеющий обширный ареал в лесах на востоке и севере Южной Америки.

## Этимология названия
Название Crypturellus происходит от двух древнегреческих слов: κρυπτός — «скрытый» и οὐρά — «хвост» с добавлением латинского уменьшительного суффикса ellus. Таким образом, название Crypturellus означает «скрытый хвостик». Видовое название происходит от латинского слова undulātus, означающего «волнистый», указывая на соответствующий узор в оперении птицы.
Международный союз орнитологов выделяет шесть подвидов:
- C. u. manapiare доподлинно известен только в районе реки Вентуари на севере венесуэльского штата Амазонас, однако также возможно, что он встречается и на юго-западе[3][7].
- C. u. simplex встречается в южной Гайане, Французской Гвиане (где известен только по наблюдениям) и северо-восточной Бразилии (к востоку от Риу-Негру и в северной части Амазонки)[3][8][9].
- C. u. yapura встречается в юго-восточной Колумбии, восточном Эквадоре, северо-восточной и центральной частях Перу и западной Бразилии (на восток до Риу-Негру и реки Пурус)[3][8][9][10].
- C. u. adspersus встречается в Бразилии, южной Амазонке, от реки Тапажос до Мадейры[3].
- C. u. vermiculatus встречается в восточной Бразилии в штатах Мараньян, Токантинс и Мату-Гросу[3].
- C. u. undulatus встречается в юго-восточной части Перу, восточной и северной Боливии, штате Пантанал, Парагвае и северной Аргентине[3][9].

Однако точная территория, ограничивающая подвиды, неясна. В частности, популяции между Мадейрой и Пурус (как правило между сообщающимися ареалами C. u. adspersus и C. u. yapura), а также Тапажос и Арагуая (как правило между сообщающимися ареалами C. u. adspersus и C. u. vermiculatus), как представляется, не были установлены между подвидами.

## Описание
Полосатый криптуреллус примерно 28—30 см в длину, и весит около 300 грамм. В зависимости от подвида птицы имеют полностью коричневую окраску с серыми переливами в различных вариациях, а также чёткий, чёрный полосато-зернистый рисунок на спине и шее (например, у C. u. undulatus относительно тёмно-коричневый и строго полосатый, а C. u. yapura — темнее, с более серой окраской и слабой зернистостью рисунка). Он имеет также белую шею, а оставшиеся нижние части — оливково-серые, переходящие в жёлтые, с тёмной зернистостью на концах крыльев и копчике. Верхняя часть клюва — чёрная, а нижняя — сероватая. Ноги и ступни — серые, тускло-жёлтые или зеленоватые.

## Поведение
Гнездо полосатого криптуреллуса состоит из земляных впадин, где самка откладывает три блестящих винно-розовых или светло-серых яйца. Инкубационный период в неволе составляет 17 дней. Птица питается мелкими плодами, семенами и насекомыми.
Как и другие тинаму, полосатый криптуреллус является скрытной птицей, которую можно чаще услышать, чем увидеть. Песня его обычно звучит в дневное время, и состоит она из трёх или четырёх характерных низких свистов, которые напоминают звукоподражательные фразы ком-пра-пан («купить хлеб» по-испански) или эу со жао («Я — полосатый криптуреллус» по-португальски).

## Среда обитания
Полосатый криптуреллус встречается на высотах до 900 м. Он встречается в широком ареале лесной среды обитания, начиная от густых, влажных амазонских лесов и заканчивая засушливой, относительно открытой саванно-лесистой местностью. Хотя большая часть ареала птицы расположена в Амазонской низменности, значительные его части расположены в засушливых местах обитания, такие как Серрадо (большая часть ареала C. u. vermiculatus). Хотя птица, как правило, считается оседлой, иногда происходят незначительные локальные сезонные миграции между зонами обитания.

## По сохранению
Хотя в некоторых регионах ведётся интенсивная охота на птиц, полосатый криптуреллус остаётся распространённым видом в большинстве регионов своего ареала. МСОП классифицирует вид как находящийся под наименьшей угрозой, а площадь его ареала составляет 8 600 000 км².